# Demeter
A Demeter férfinév a görög Démétriosz névből származik, a magyarba szláv közvetítéssel került. Démétérnek, a termőföld istennőjének ajánlott. Női párja a Demetria.

## Képzett és rokon nevek
- Deme:[1] a Demeter régi magyar becéző rövidülése[2]
- Dömötör, Döme, Dömös

## Gyakorisága
Az 1990-es években a Demeter és a Deme szórványos név, a 2000-es években nem szerepelnek a 100 leggyakoribb férfinév között.

## Névnapok
Demeter, Deme
- október 8.[2]
- október 26.[2]

## Híres Demeterek, Demék
- Balla Demeter fotográfus
- Görög Demeter író, kartográfus
- Szent Demeter
- Demeter vagy Dömötör esztergomi érsek, bíboros (†1387)